# Joanna Klepko
Joanna Krystyna Klepko vagy művésznevén Cleo (Szczecin, 1983. június 25. –) lengyel énekesnő. Ő képviselte Lengyelországot Donatannal a 2014-es Eurovíziós Dalfesztiválon, a dán fővárosban, Koppenhágában. Versenydaluk a My Słowianie (Slavic Girls) volt.

## Zenei karrier

### 2014-es Eurovíziós Dalfesztivál
2014. február 25-én bejelentették, hogy ő és Donatan fogja képviseli Lengyelországot a 2014-es Eurovíziós Dalfesztiválon, Koppenhágában. A szereplésre a lengyel műsorsugárzó, a TVP kérte fel.
2014. május 8-án, a dalfesztivál második elődöntőjében léptek színpadra, innen a 8. helyen jutottak tovább döntőbe. A május 10-i döntőben a 14. helyen végeztek.

## Albumai
- 2011 Hiper/Chimera (Donatannal)
- 2016 Bastet
- 2020 Supernova
- 2022 Vinylova